# Mosterdmuseum Doesburg

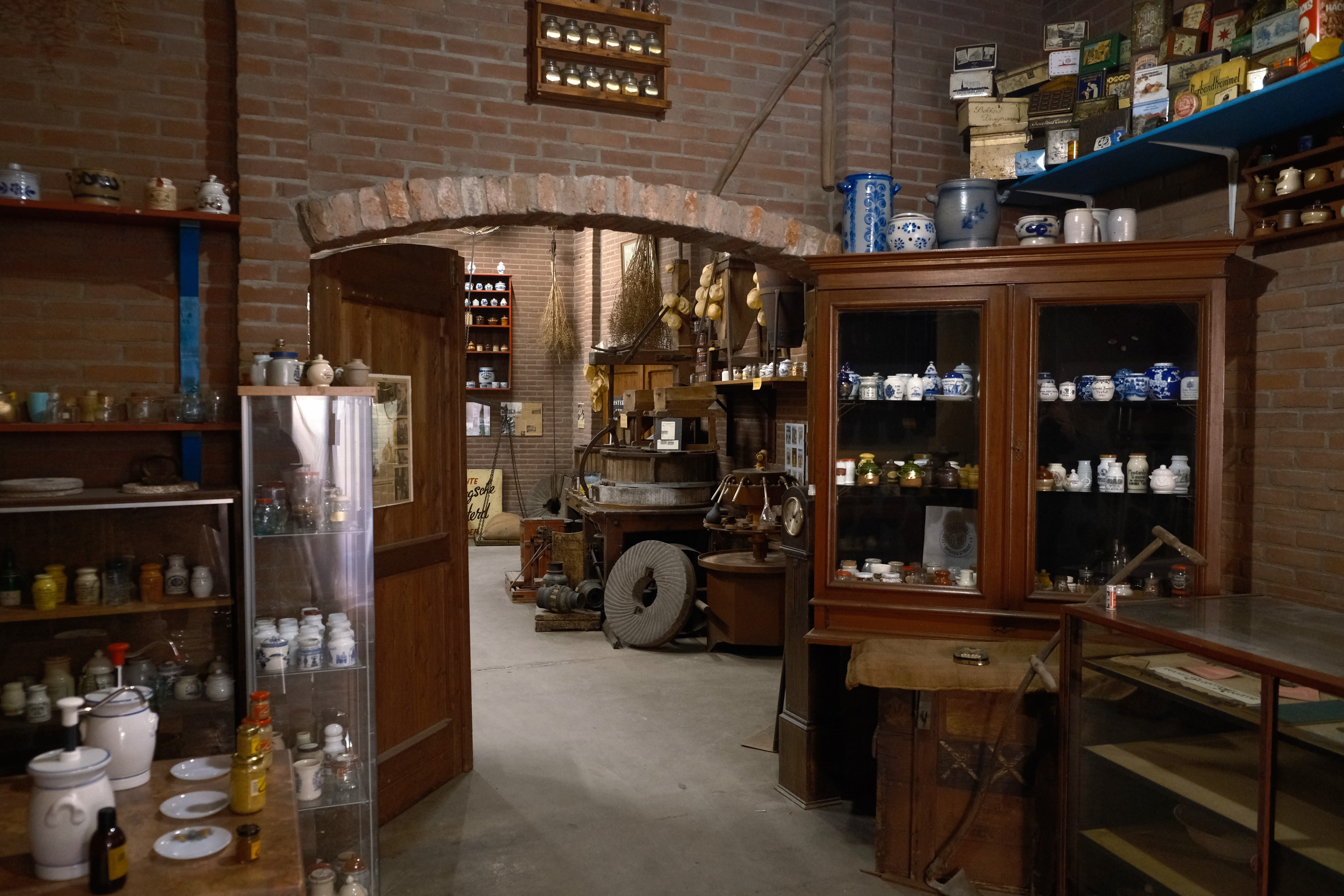
In het Mosterdmuseum(2025)

Het Mosterdmuseum (of Doesburgsche Mosterd- en Azijnfabriek) is een museum en winkel gelegen aan de Boekholtstraat 22-26 in de Gelderse stad Doesburg. Het pand is een gemeentelijk monument en beherbergt sinds 1974 een mosterdfabriekje met museum. In het museum worden oude voorwerpen uit de wereld van het mosterdmaken gepresenteerd. Er is ook ambachtelijke mosterd en azijn te koop.
De traditie van mosterdmaken in Doesburg gaat terug naar het jaar 1457. De Doesburgsche Mosterd- en Azijnfabriek zet deze voort.